# Androdon aequatorialis
O beija-flor-de-bico-dentado ou colibri-de-bico-denteado (nome científico: Androdon aequatorialis) é uma espécie de ave apodiforme pertencente à família dos troquilídeos, que inclui os beija-flores. É a única representante do gênero Androdon, sendo sua espécie-tipo. Pode ser encontrada em altitudes entre 750 e 1550 metros, desde o leste do Panamá ao sudeste do Equador.

## Descrição

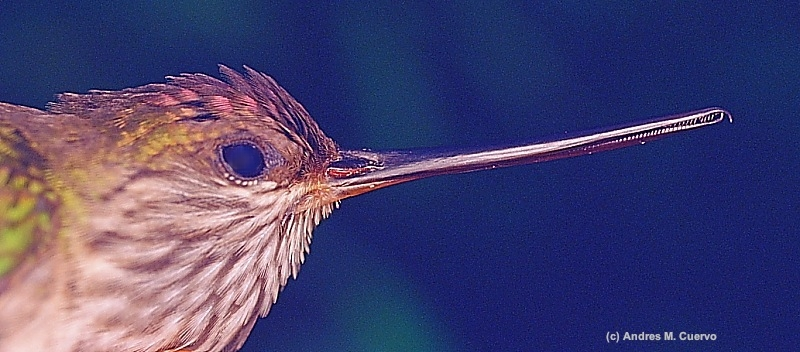
Detalhe do bico de um macho, exibindo as serrilhas no bico

Os representantes desta espécie possuem entre 13,2 a 14,2 centímetros de comprimento, incluindo o bico com cerca de 4 centímetros, de comprimento longo, quando comparado com outros beija-flores. O nome comum referencia as estruturas pontudas presentes no interior da parte distal do bico, que se assemelha a dentes de serra. Possui a plumagem da cabeça verde-brilhante, com a parte superior de coloração cobreada, enquanto a região inferior do corpo é cinzenta, com partes esbranquiçadas. Nos machos, o bico tem um pequeno gancho na ponta e pontas semelhantes a dentes mais proeminentes; sua cor de plumagem é, em média, mais brilhante do que as fêmeas. Os pés são pequenos com longas garras pretas, e quase não há penas no tarso. Embora as partes superiores desta espécie serem verdes e iridescentes, sua plumagem é mais opaca do que a da maioria dos beija-flores. Dentro de seu alcance, é essencialmente distinguível pela combinação do bico longo e quase reto e as partes inferiores esbranquiçadas com listras escuras. Embora quase não apresente dimorfismo sexual, como outras espécies de beija-flor, as fêmeas quase não apresentam serrilhas no bico.

## Distribuição geográfica e habitat
Este beija-flor habita restritamente as florestas primárias húmidas e florestas secundárias próximas. Pode ser encontrado em altitudes entre 750 e 1550 metros acima do nível do mar. No Equador, é mais frequentemente avistado em altitudes entre 400 e 800 metros, enquanto no Panamá, ocorre principalmente em altitudes entre 600 e 1560 metros e, na Colômbia, em altitudes superiores a 1050 metros. Geograficamente, esta espécie se distribui-se no centro da região de Darién, localizada na fronteira entre Panamá e Colômbia, na província de Darién e na comarca de Emberâ-Wounaan, no Panamá; enquanto na Colômbia, distribui-se por toda a Região Pacífica da Colômbia, e no oeste das regiões Andina e Caribe. Por sua vez, no Equador, se distribui no norte da província de Esmeraldas.

## Taxonomia
Esta espécie foi descrita pela primeira vez em 1863, por John Gould, também responsável pela descrição do gênero, no Equador. John Gould, naturalista autor de uma parte significativa das descrições de espécies de beija-flores, mostrou-se impressionado com esta espécie, com a descrição original destacando a peculiaridade das estruturas presentes nos espécimes analisados. O nome do gênero deriva dos termos gregos antigos ἀνδρός, andros, significando "humano", "homem"; e ὀδούς, odoús, literalmente "dente". O descritor específico desta espécie, aequatorialis, faz referência a um dos países por qual seus espécimes se distribuem, sendo a forma em latim de "equatorial".
Atualmente, sua classificação é controversa, com alguns ornitólogos argumentando que esta espécie deve ser colocada na subfamília Phaerthornithinae, enquanto outros defendem a criação de uma nova subfamília Doryferinae, junto com os bicos-de-lança. Ainda, grande parte dos ornitólogos classificam esta espécie como pertencente à tribo Trochilini, dentro da subfamília Trochilinae. Outros, ainda, classificam a espécie como parte da subfamília Polytminae.